# Skånevik
Skånevik is een plaats in de Noorse gemeente Etne, provincie Vestland. Skånevik telt 589 inwoners (2007) en heeft een oppervlakte van 1,13 km². Tot 1965 was Skånevik een zelfstandige gemeente. Het grootste deel, waaronder het dorp, werd toen toegevoegd aan Etne, een kleiner deel ging op in de nieuwe gemeente Kvinnherad.